# (20220) 1997 GA40
(20220) 1997 GA40 est un astéroïde de la ceinture principale d'astéroïdes découvert en 1997.

## Description
(20220) 1997 GA40 a été découvert le 7 avril 1997 à l'observatoire de La Silla, au Chili, par Eric Walter Elst.

### Caractéristiques orbitales
L'orbite de cet astéroïde est caractérisée par un demi-grand axe de 2,74 UA, un périhélie de 2,49 UA, une excentricité de 0,09 et une inclinaison de 13,50° par rapport à l'écliptique. Du fait de ces caractéristiques, à savoir un demi-grand axe compris entre 2 et 3,2 UA et un périhélie supérieur à 1,666 UA, il est classé, selon la JPL Small-Body Database, comme objet de la ceinture principale d'astéroïdes.

### Caractéristiques physiques
(20220) 1997 GA40 a une magnitude absolue (H) de 13,7 et un albédo estimé à 0,171.